# 주니어 유로비전 송 콘테스트 2006
주니어 유로비전 송 콘테스트 2006(Junior Eurovision Song Contest 2006)은 8세부터 15세 사이 어린 가수들을 위한 주니어 유로비전 송 콘테스트이다. 2006년 12월 2일, 이 대회는 루마니아 부쿠레슈티에서 생방송을 탔다. 루마니아의 국영 방송국 루마니아 텔레비전(TVR)이 유럽 방송 연맹(EBU)와 공동으로 주최하였다.
이 방송은 안도라, 보스니아 헤르체고비나, 오스트리아 텔레비전 채널 스페셜 브로드캐스팅 서비스(SBS)에서 생방송되었다. 세르비아가 유로비전 행사에 독립된 국가로서 최초로 참여하였다. 이 대회의 우승은 러시아의 톨마초비 자매가 Vesenniy Jazz라는 노래로 거머쥐었다.

## 같이 보기
- 유로비전 송 콘테스트 2006